# Wzgórze Sępie
Wzgórze Sępie – wzniesienie o wysokości 109 m n.p.m. położone w woj. pomorskim, na obszarze miasta Sopot.
Przed II wojną światową wzniesienie nosiło nazwę "Gros - Gais - Berg", zaś obecnie stosowana nazwa to "Wzgórze Sępie".
Wzniesienie znajduje się na terenie rezerwatu Zajęcze Wzgórze.